# Regatul Burgundiei
Numele de Regat de Burgundia (în franceză Royaume de Bourgogne) a fost purtat de o serie de regate ale francilor formate la destrămarea Imperiului Carolingian pe teritoriul ocupat de Regatul Burgunzilor, cucerit de către regele merovingin Clovis I în 534.

## De la Regatul Burgund la divizarea Burgundiei

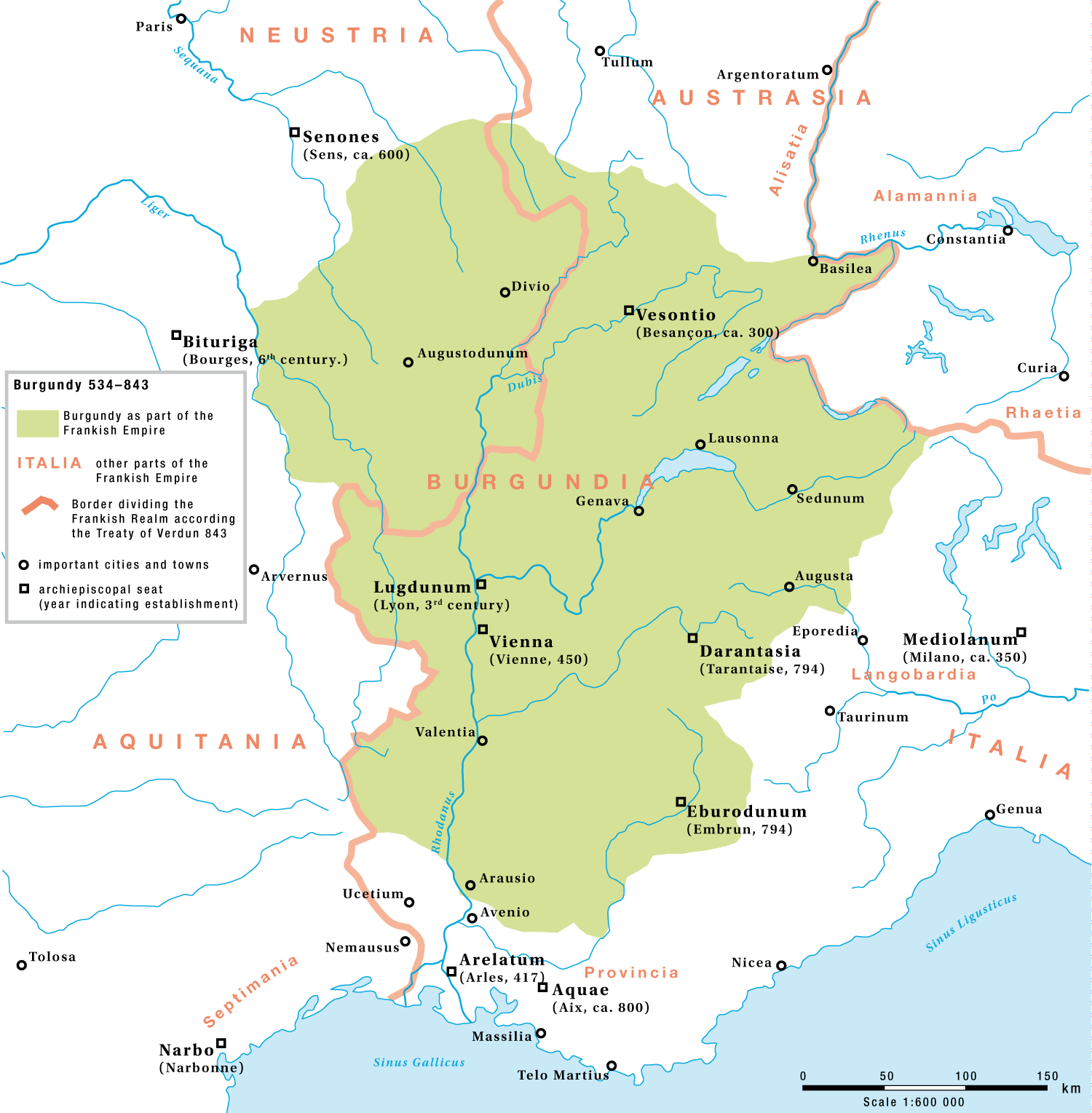
Burgundia în Imperiul Carolingian și divizarea sa în urma Tratatului de la Verdun

Burgunzii erau unul dintre popoarele germanice care au umplut vidul de putere lăsat de prăbușirea Imperiului Roman de Apus. În 411, au traversat Rinul și au format un regat la Worms. în mijlocul luptelor dintre romani și huni, Regatul Burgund a ajuns să ocupe teritoriile care astăzi se află la granița dintre Elveția, Franța și Italia. În 534, Francii l-au învins pe Godomar, ultimul rege burgund, și au inclus acest teritoriu în imperiul lor aflat în expansiune. Burgundia a avut o existență mai mult sau mai puțin autonomă în cadrul regatelor francilor, dar în perioada Imperiului Carolingian, termenul a ajuns să desemneze doar o regiune geografică.
Existența modernă a Burgundiei își are rădăcinile în dezagregarea Imperiului francilor odată cu semnarea Tratatului de la Verdun din 843. Teritoriul Burgundiei este împărțit între Francia Occidentală și Francia de Mijloc, aproxmiativ de-a lungul râului Saône. Se formează astfel două Burgundii, Burgundia Inferioară și Burgundia Jurană. La moartea lui Lothar I, regele Franciei de Mijloc, în 855 teritoriul acestuia este divizat între fiii săi. Burgundia jurană este divizată astfel între Lothar al II-lea, regele Lotharingiei, care obține Burgundia Transjurană și Carol, regele Provenței, care obține Burgundia Cisjurană și Provența.

## Burgundia Cisjurană și Provența
Regatul Provence are o existență efemeră, 855-863. Regatul a fost împărțit la moartea lui Carol între frații acestuia, Lothar și Ludovic al II-lea. Acesta din urmă preia și titlul de Rege de Provența dar moare în 875 și teritoriile sale intră în posesia lui Carol cel Pleșuv. În urma dezintegrării teritoriilor după moartea acestuia în 877, regiunea intră sub stăpânirea lui Boson. Acesta se încoronează Rege de Burgundia în 879, fiind încoronat pe 15 octombrie la Lyon. Boson devine astfel primul non-franc ales rege pe teritoriile fostului Imperiu Carolingian.

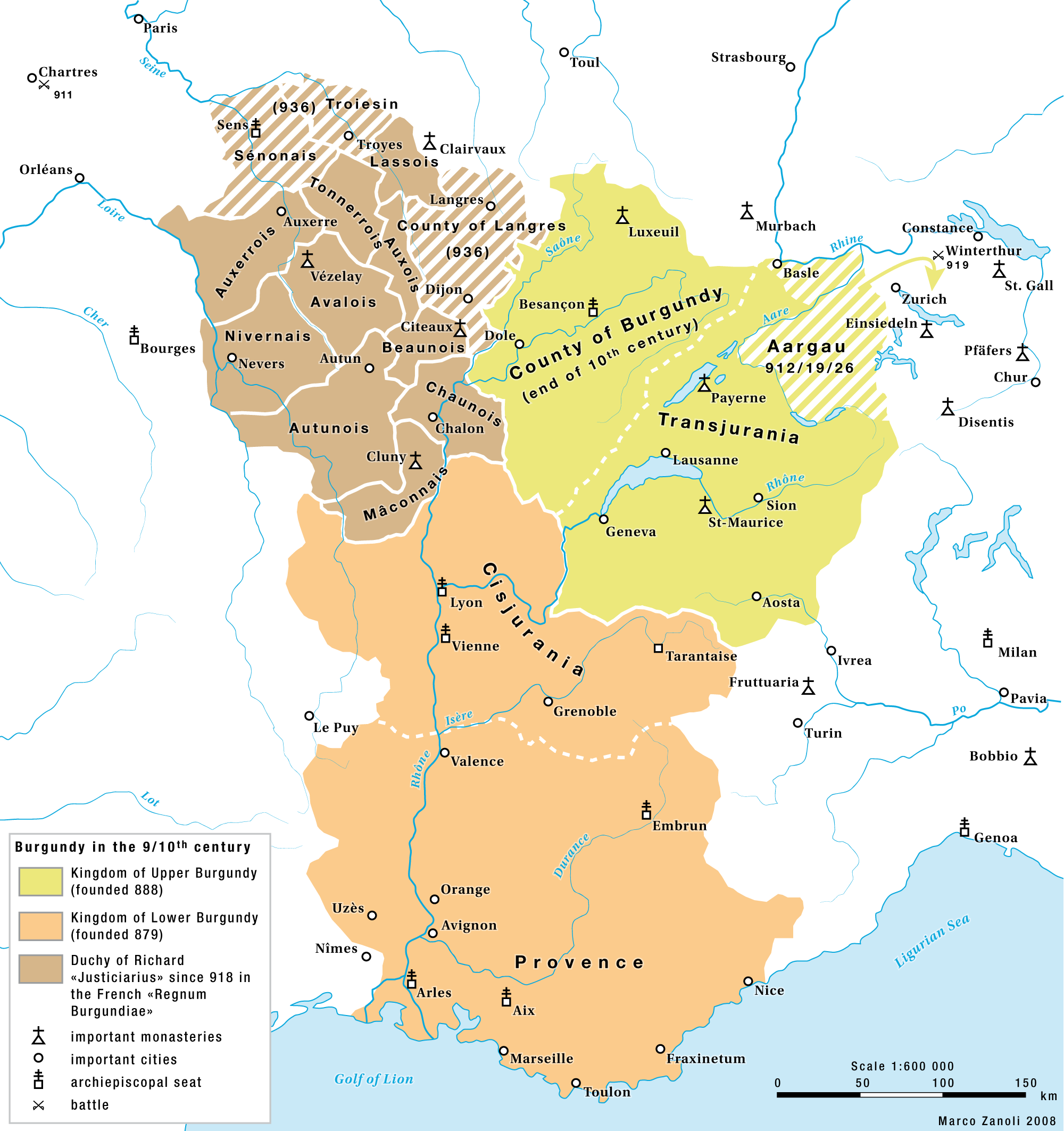
Cele trei diviziuni ale Burgundiei în secolele al IX-lea și al X-lea: cu maro sunt indicate domeniile lui Richard, cu galben este indicată Burgundia Transjurană, regatul lui Rudolf I, și cu portocaliu este indicată Burgundia cisjurană și Provence, Regatul lui Boson

Ambițiile acestuia de a deveni împărat au ca efect formarea unei alianțe a regilor carolingieni. Astfel începând cu 880, Ludovic al III-lea al Franței și fratele său Carloman al II-lea se aliază cu vărul lor Carol al III-lea și îl fac pe Boson să se retragă în Provence. Pentru fidelitatea arătată în luptă, Richard Justițiarul, fratele lui Boson, este recompensat cu o serie de comitate din Burgundia ce duc la formarea Ducatului Burgundia în cadrul Franței. În urma morții succesive a lui Ludovic și Carloman, destinul lui Boson se îmbunătățește, acesta încheind pacea cu Carol, putându-și păstra regatul în schimbul omagiului adus regelui francilor.
Boson moare în 887 iar regatul îi revine fiului său Ludovic, sub regența mamei sale Ermengarda, ajutată de Richard Justițiarul. În același an, Carol al III-lea îl adoptă pe Ludovic, acesta devenind urmașul său. La moartea lui Carol, coroana imperială este disputată de familia Spoletto din Italia și Arnulf de Carintia iar Ludovic recunoaște autoritatea lui Arnulf. În 900, în calitate de nepot al împăratului Ludovic al II-lea, Ludovic este invitat în Italia de o serie de nobili care sufereau de atacurile maghiare și datorită incompetenței regelui Berengaro de Friuli. Acesta traversează Alpii, îl învinge pe Berengaro și este încoronat la Pavia Rege al Italiei. În anul următor ajunge la Roma unde este încoronat Împărat de către Papa Benedict al IV-lea.
În 902 este învins de Berengario care îl obligă să propună că se retrage definitiv din Italia, însă în 905 revine și este învins iar și închis la Verona. Ca pedeapsă pentru încălcarea promisiunii este orbit și este obligat să renunțe la titlurile Regale și Imperiale. După aceasta se retrage în Provence unde contiună să domnească până la moartea sa, cu ajutorul lui Hugues de Arles. La moartea lui Ludovic în 929, regentul Hugues, devenit Rege al Italiei, revendică regatul Burgundiei în 932 îl cedează lui Rudolf al II-lea de Burgundia, regele Burgundiei Transjurane, în schimbul renunțării de către acesta la pretențiile asupra coroanei Italiei.

## Burgundia Transjurană
La moartea regelui Lotharingiei Lothar II, teritoriul acestuia este împărțit între frații săi Ludovic Germanul și Carol cel Pleșuv. La moartea fiilor și urmașilor lui Carol cel Pleșuv, domeniile acesora intră în posesia lui Carol al III-lea, fiul lui Ludovic, însă unitatea domeniilor este de scurtă durată, la sfârșitul lui 887 acesta este detronat și moare în ianuarie 888. În acest context, Rudolf din familia Welfilor, conte de Auxerre, este ales Rege de către nobilii și clerul din Burgundia Transjurană în 888. Profitând de situație, revendică restul Lotharingiei, ambiție contestată de Arnulf de Carintia. Acesta îi recunoaște statutul de Rege în Burgundia contra renunțării la pretențiile teritoriale asupra Lotharingiei. Rudolf întreține relații mai bune cu ceilalți vecini, fiica sa căsătorindu-se cu ducele Richard Justițiarul.
La moartea sa în 911, regatul îi revine fiului său Richard al II-lea. Acesta încearcă să mărească domeniile printr-o serie de campanii în Italia. Este încoronat rege al Italiei în 922, dar în 926 nobilii italieni îi cer sprijinul lui Hugues de Arles, regentul din Burgundia Cisjurană, în lupta lor împotriva lui Richard. În 933, cei doi ajung la un compromis prin care Richard devine Rege al Burgundiei Cisjurane și Provence în schimbul renunțării la pretențiile asupra coroanei Italiei.

## Regatul celor două Burgundii sauRegatul de la Arles

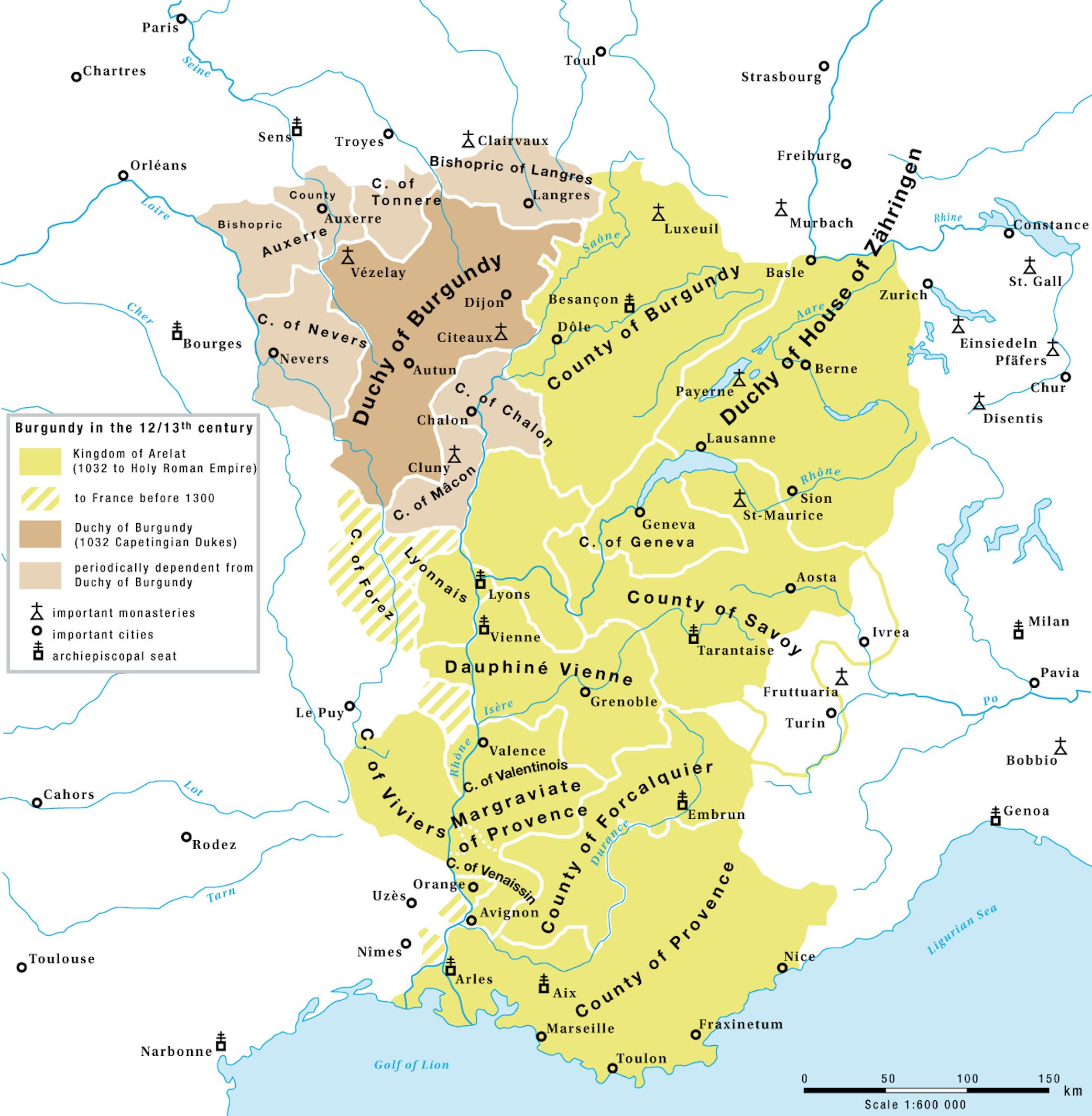
Regatul de la Arles și descompunerea acestuia în secolele 12/13

În 937, Rudolf este succedat de Conrad al III-lea, Pacificul. Acesta era minor iar regatul intră din nou în atenția lui Hugues de Arles. Pretențiile acestuia sunt calmate de intervenția lui Otto cel Mare, care nu dorește formarea unui regat puternic în sudul domeniilor sale. Otto îl ia pe Conrad sub protecția sa, iar acesta revine în regat abia în 942. Domnia sa a fost relativ pașnică, singurul război pe care a trebuit să îl ducă fiind în perioada unei invazii simultane a sarazinilor și maghiarilor. Reușește să îi facă sa lupte unii cu ceilalți după care îi învinge. Spre sfârșitul domniei sale, suferă ostilitatea conților Guillaume I de Provența și Otte-Guillaume de Burgundia, ale căror comitate se vor detașa progresiv de suveranitatea regală.
La moartea lui Conrad în 993, tonul îi revine lui Rudolf al III-lea. Acesta este considerat de istorici ca un rege slab, puterea regalității germane făcându-se din ce în ce mai simțită. După anul 1000, clerul devine din ce în ce mai independent, și pentru a se asigura de susținerea acestora fiind obligat să le cedeze din ce în ce mai multe drepturi feudale. În 1011 se căsătorește cu Hermengarda căreia îi oferă un domeniu considerabil în estul regatului. Acest domeniu ajunge foarte repede în posesia unei rude apropiate de-a acesteia, Humbert, viitorul conte de Savoia. În 1016 la Strasbourg, Rudolf îi aduce omagiu noului Împărat Henric al II-lea, și îl recunoaște drept protector și urmaș. Nobilii din regat sunt nemulțumiți, și la moartea lui Henric în 1024 îl obligă pe Rudolf să revoce angajamentul, dar un an mai târziu este din nou obligat de noul împărat Conrad al II-lea să reînnoiască angajamentul.
La moartea lui Rudolf, în 1032, se declanșează un conflict pentru succesiune între Conrad și Eudes al II-lea de Blois, cel mai apropiat urmaș al lui Rudolf. În urma unei coaliții cu regele Franței, Henric, Conrad iese victorios, integrând astfel regatul în Sfântul Imperiu Roman. Sub succesorii lui Conrad, regatul va fi cunoscut drept Regatul de la Arles, dar foarte puțini dintre aceștia se vor încorona efectiv în regat. Teritoriul regatului se dezagreghează treptat, teritoriul din sud fiind încorporat în Regatul Franței, teritoriul din nord a intrat în domeniile caselor de Zähringen și Habsburg, iar teritoriul din centru a intrat în componența Elveției și a Comitatului Savoia, predecesorul Regatului Sardiniei, nucleul Italiei moderne.
Atașarea Provenței la coroana Franței, în 1483, a pus capăt oricărei idei de restabilire a regalității, despre care nu a mai fost vorba, în această provincie.